# (55759) Erdmannsdorff
(55759) Erdmannsdorff (1991 XJ1) – planetoida z grupy pasa głównego asteroid okrążająca Słońce w ciągu 3,54 lat w średniej odległości 2,32 j.a. Odkryta 10 grudnia 1991 roku.